# Casa cineastului E. Peciul (Tașlîc)
Casa cineastului E. Peciul este o clădire amplasată în Tașlîc, Unitățile Administrativ-Teritoriale din Stînga Nistrului, Republica Moldova. Este un monument istoric de importanță națională inclus în Registrul monumentelor Republicii Moldova ocrotite de stat cu nr. 526 (raionul Grigoriopol).